# ローダーヒル (フロリダ州)
ローダーヒル（Lauderhill）は、アメリカ合衆国フロリダ州のブロワード郡にある都市。人口は7万4482人（2020年）。フォートローダーデールの西側に隣接している。

## 概要
伝統的に中流階級の住宅地だが、近年は低所得者が増えている。2020年アメリカ合衆国国勢調査によれば、市の人口の約78パーセントはアフリカ系アメリカ人だった。ジャマイカからの移民が多く「ジャマイカヒル」と呼ばれることがある。セントラル・ブロワード公園には国際規格のクリケット場がある。

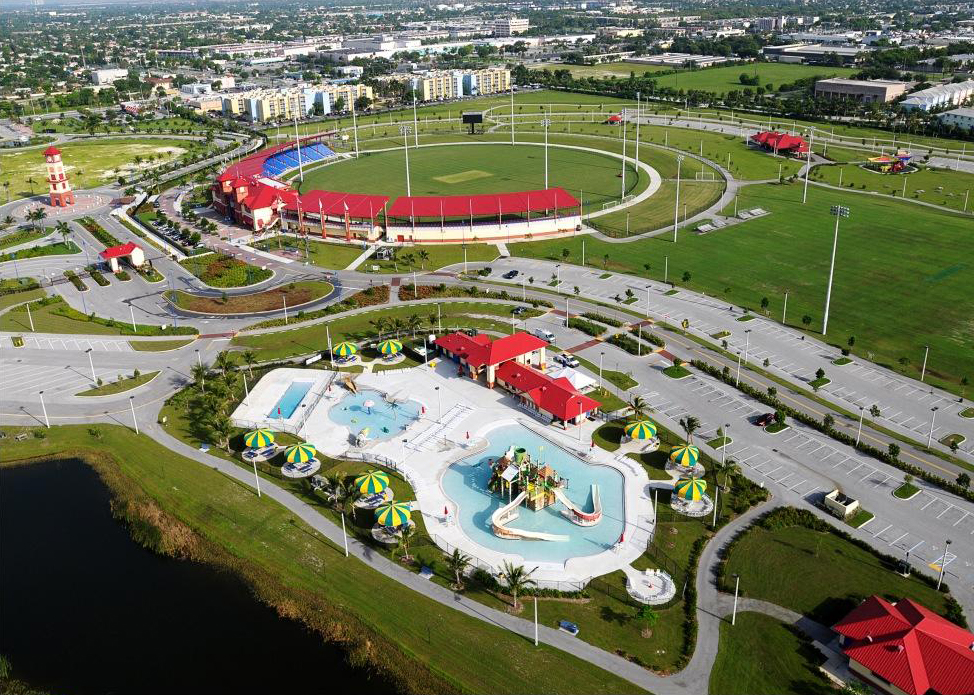
セントラル・ブロワード公園

## 関係者
- ジャッキー・グリーソン：コメディアン